# Kingsbridge (Bronx)
Kingsbridge is een wijk in het New Yorkse stadsdeel The Bronx. In 1872 werd het een onafhankelijke gemeente, maar in 1873  werd het geannexeerd door de stad New York. De wijk wordt bestuurd door de Bronx Community Board 8.

## Geschiedenis
Het gebied werd in de jaren 1660 gekoloniseerd. In 1693 legde Frederick Philipse, een grootgrondbezitter, de King's Bridge aan, een tolbrug over de Spuyten Duyvil Creek tussen Manhattan en Westchester County. De wijk is naar de brug vernoemd. De hoge tol was niet geliefd, en in 1759 werd een tweede brug gebouwd door Benjamin Palmer en Jacob Dyckman. In 1776 maakte George Washington gebruik van beide bruggen op zijn vlucht naar White Plains. De bruggen werden tussen 1913 en 1916 gesloopt.
Het gebied was onderdeel van Yonkers en werd Lower Yonkers genoemd. In 1872 werd Yonkers een stad. Lower Yonkers scheidde zich af en stichtte de gemeente Kingsbridge. De gemeente was geen lang leven gegund, want de stad New York was ontevreden over de slechte infrastructuur ten noorden van de stad, en annexeerde Kingsbridge in 1873. De voormalige gemeente bestond uit de huidige wijken Kingsbridge, Riverdale, en Spuyten Duyvil. In 1898 werd het een onderdeel van de borough The Bronx.

## Overzicht
Kingsbridge kan worden onderverdeeld in de buurten Kingsbridge Heights en Van Cortlandt Village.
Kingsbridge ligt in een heuvelachtig gebied, en sommige straten bestaan uit trappen met soms meer dan 100 treden. Het is traditioneel een arbeidersbuurt, maar ook het winkelgebied voor het noordwesten van The Bronx. Oorspronkelijk werd de wijk bewoond door Ieren, Joden en Italianen, maar werd later een Afro-Amerikaanse wijk. Aan het eind van de 20e eeuw werd het Hispanic. Van Cortlandt Park ligt ten noordoosten van de wijk.

## Kingsbridge Armory

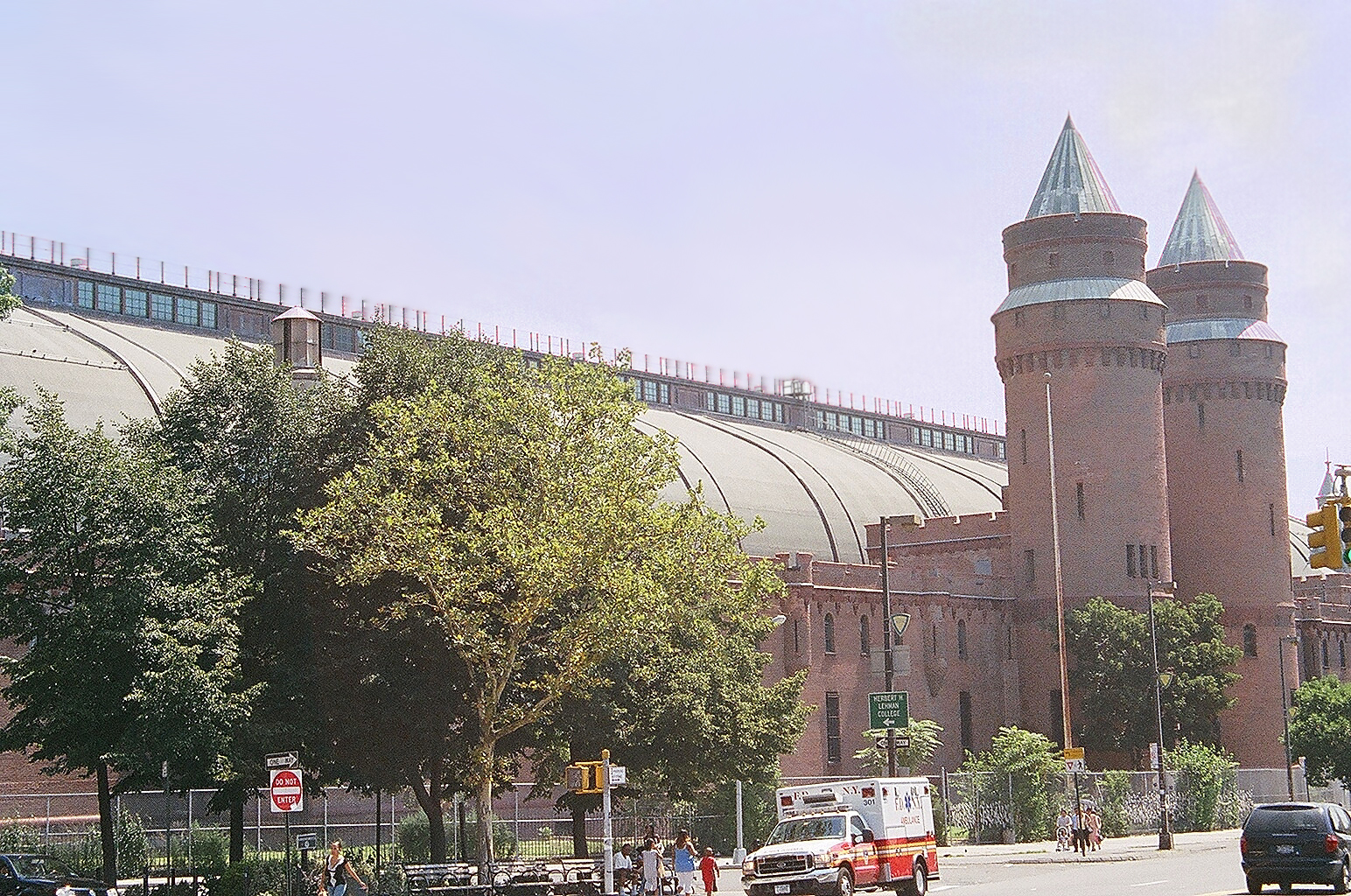
Kingsbridge Armory

Kingsbridge Armory of Eighth Regiment Armory is een voormalig arsenaal voor de 258th Field Artillery Regiment van de National Guard van New York. Het was tussen 1912 en 1917 gebouwd, en is een van de grootste arsenalen ter wereld. Het gebouw vult een heel stadsblok en heeft twee grote ronde torens. In het gebouw bevindt zich een militaire oefenruimte van 1.67 hectare, een schietbaan en een auditorium. In het midden van de 20e eeuw begon het zijn militaire functie te verliezen, en werd gebruikt als daklozenopvang, filmstudio en tentoonstellingsruimte. In 1973 kreeg het arsenaal monumentstatus. In 2020 werd het gebruikt als voedseldepot tijdens de Coronapandemie.

## Demografie
De wijken Kingsbridge in The Bronx en Marble Hill in Manhattan vormen samen één censusgebied. Kingsbridge Heights en Van Cortlandt Village vormen een eigen censusgebied. In 2020 telden de wijken 22.807 inwoners. 15,6% van de bevolking is blank; 4,0% is Aziatisch; 12,6% is Afro-Amerikaans en 64,7% is Hispanic ongeacht ras of etnische groepering. In 2019 was het gemiddelde gezinsinkomen US$51.293, en ligt fors beneden het gemiddelde van de stad New York ($72.108).

## Transport
Kingsbridge heeft twee metrostations: 231st Street en 238th Street. De Interstate 87 loopt langs de wijk.

## Galerij

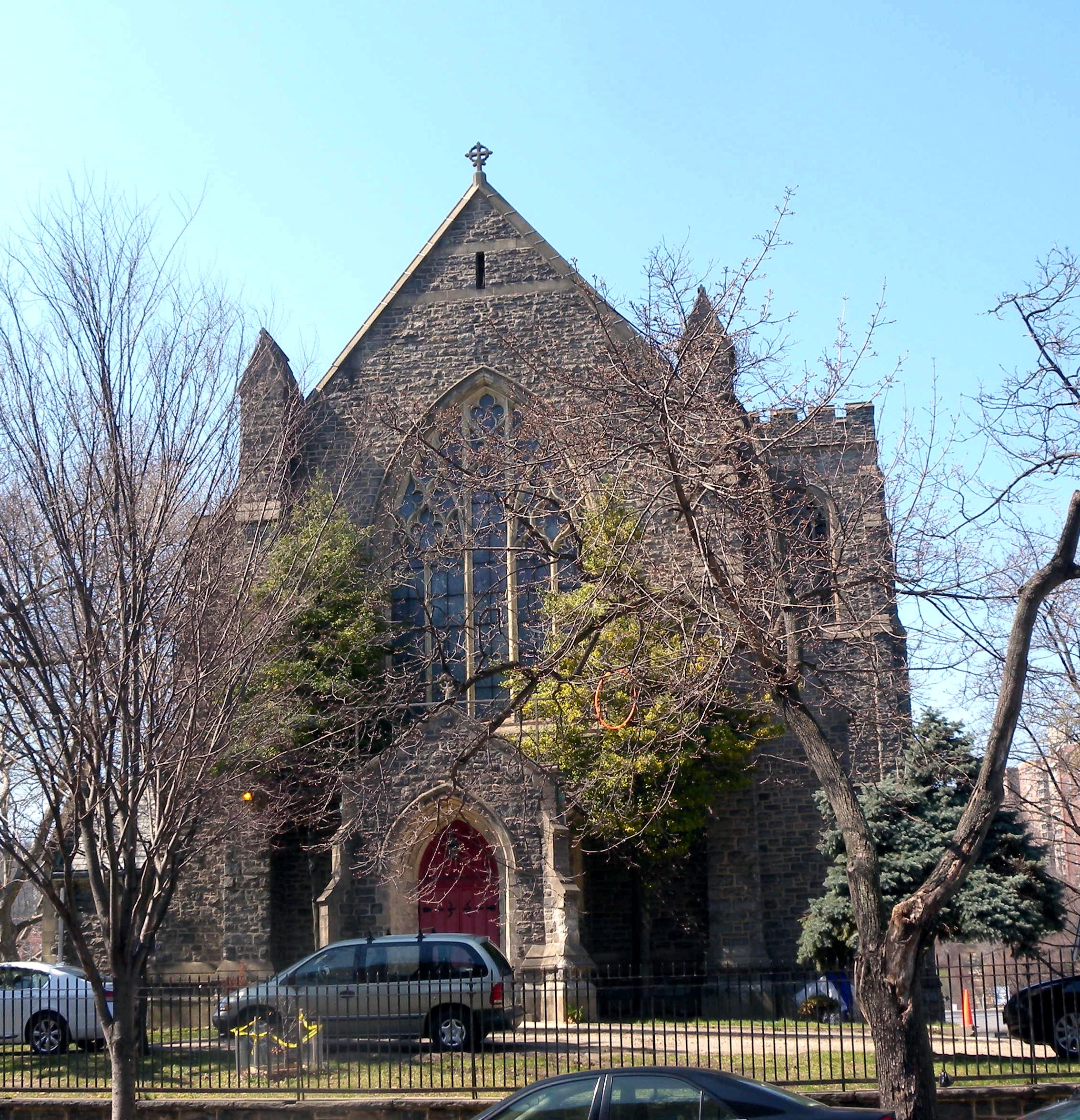
Episcopaalse kerk van Kingsbridge
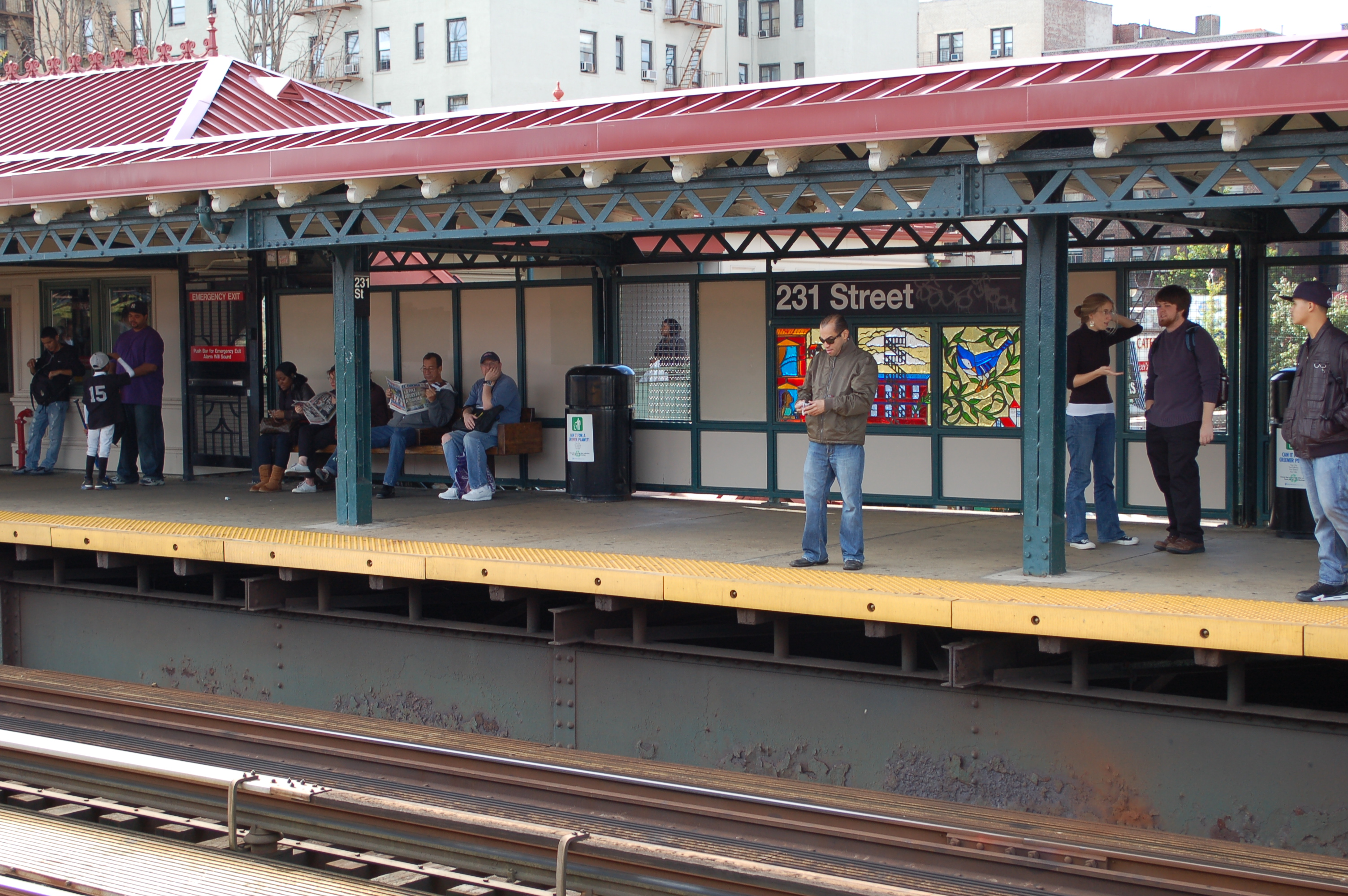
Metrostation 231st Street
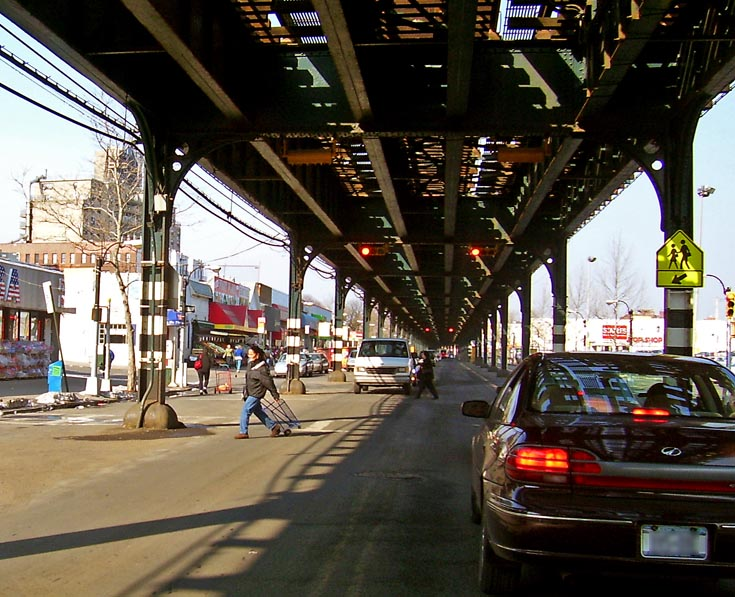
Broadway met metroviaduct
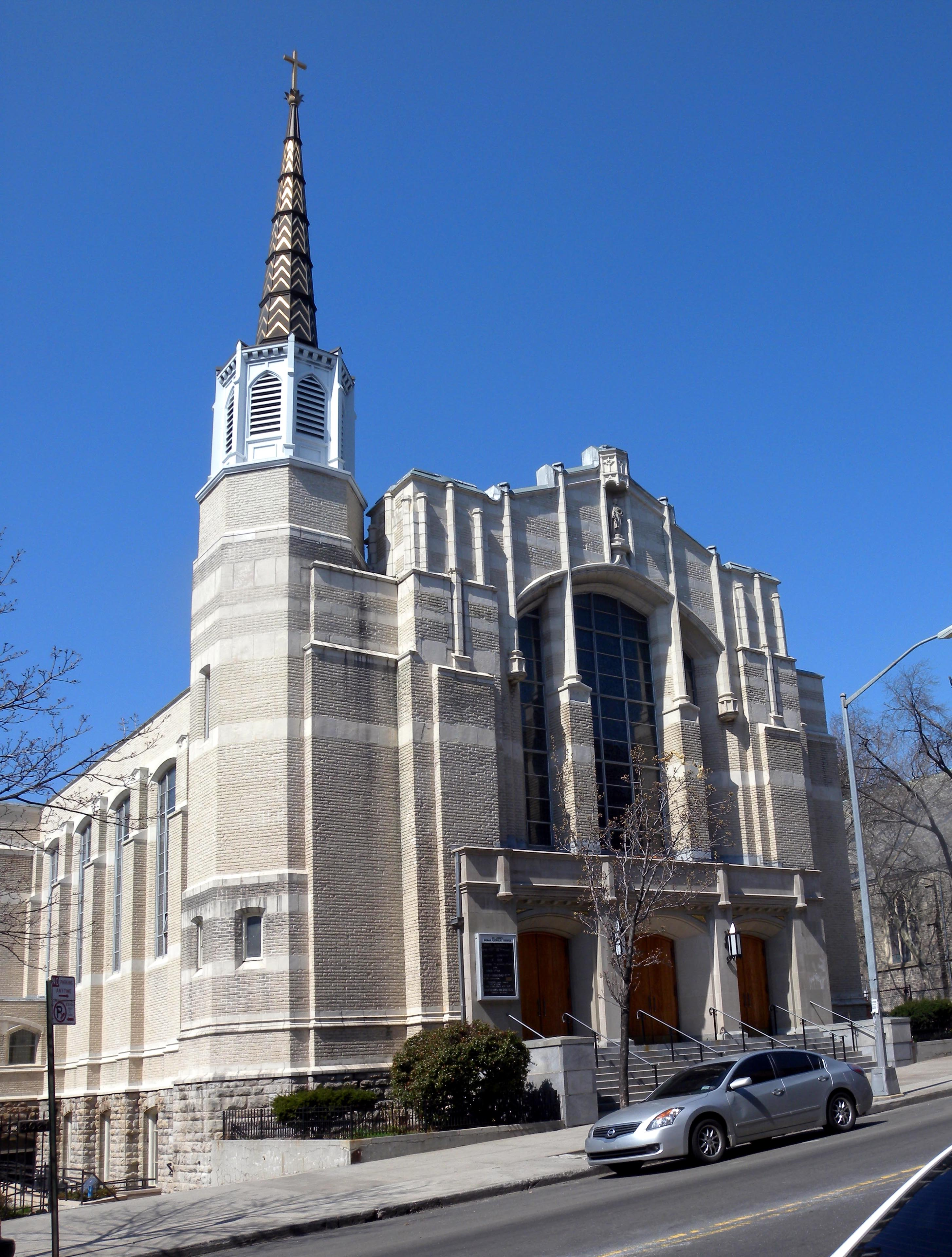
Sint Johanneskerk

- MusicBrainz: 5fd1b208-a18e-4588-ae71-079c397909e2

City Island · Concourse · Co-op City · Fordham · Kingsbridge · Morrisania · Parkchester · Riverdale · Spuyten Duyvil · Throgs Neck · Wakefield · West Farms